# Bonampak
Bonampak est un ancien site maya de l'État du Chiapas, au Mexique, situé à environ 30 km au sud du site plus grand de Yaxchilán, à la frontière du Guatemala.
Il s'agit d'un petit site maya, qui dépendait de Yaxchilán. L'ensemble des structures semble avoir été construit entre les années 580 et 800. La redécouverte du site en 1946 a longtemps été attribuée à Giles Greville Healey, financé par la United Fruit Company pour tourner le documentaire Mayas through the Ages, qui y aurait été guidé par les Mayas Lacandons. Il est aujourd'hui établi que Carlos Frey et John G. Bourne ont les premiers à avoir été menés sur le site.

## Toponymie
C'est l'archéologue Sylvanus Morley qui a donné à ce site le nom de Bonampak qui signifie «murs peints» en maya.

## Description du site
Bonampak compte de nombreux temples de taille moyenne autour d'une grand-place, ainsi que quelques stèles finement ouvragées, mais ce sont les peintures murales ornant son acropole qui en font un site archéologique unique et célèbre.
Ce bâtiment, communément appelé « Temple des Peintures » (ou plus techniquement « Structure 1 ») comporte trois salles disposées en longueur au sommet d'une pyramide. C'est sur leurs murs intérieurs que l'on trouve les plus beaux vestiges de la peinture maya, dont les seuls autres témoignages sont de petits fragments défraîchis ou des détails sur de la poterie. Ces peintures murales montrent des scènes liées à des événements du règne du roi de Bonampak Chan Muwaan.
Par un heureux hasard, de l'eau de pluie s'est introduite dans le plâtre du toit, recouvrant les murs intérieurs d'une couche de carbonate de calcium légèrement transparente. Peu de temps après la découverte du site, l'Institut Carnegie envoya une expédition à Bonampak. Les murs furent enduits de kérosène, ce qui rendit la couche de carbonate de calcium recouvrant les peintures temporairement transparente. Les peintures furent alors largement et entièrement photographiées, et deux artistes différents réalisèrent des doubles des peintures. En 1996, une équipe de l'Université Yale lança le Projet de documentation de Bonampak, lequel comprenait la réalisation d'une étude encore plus détaillée, un archivage photographique et la reproduction des peintures murales.

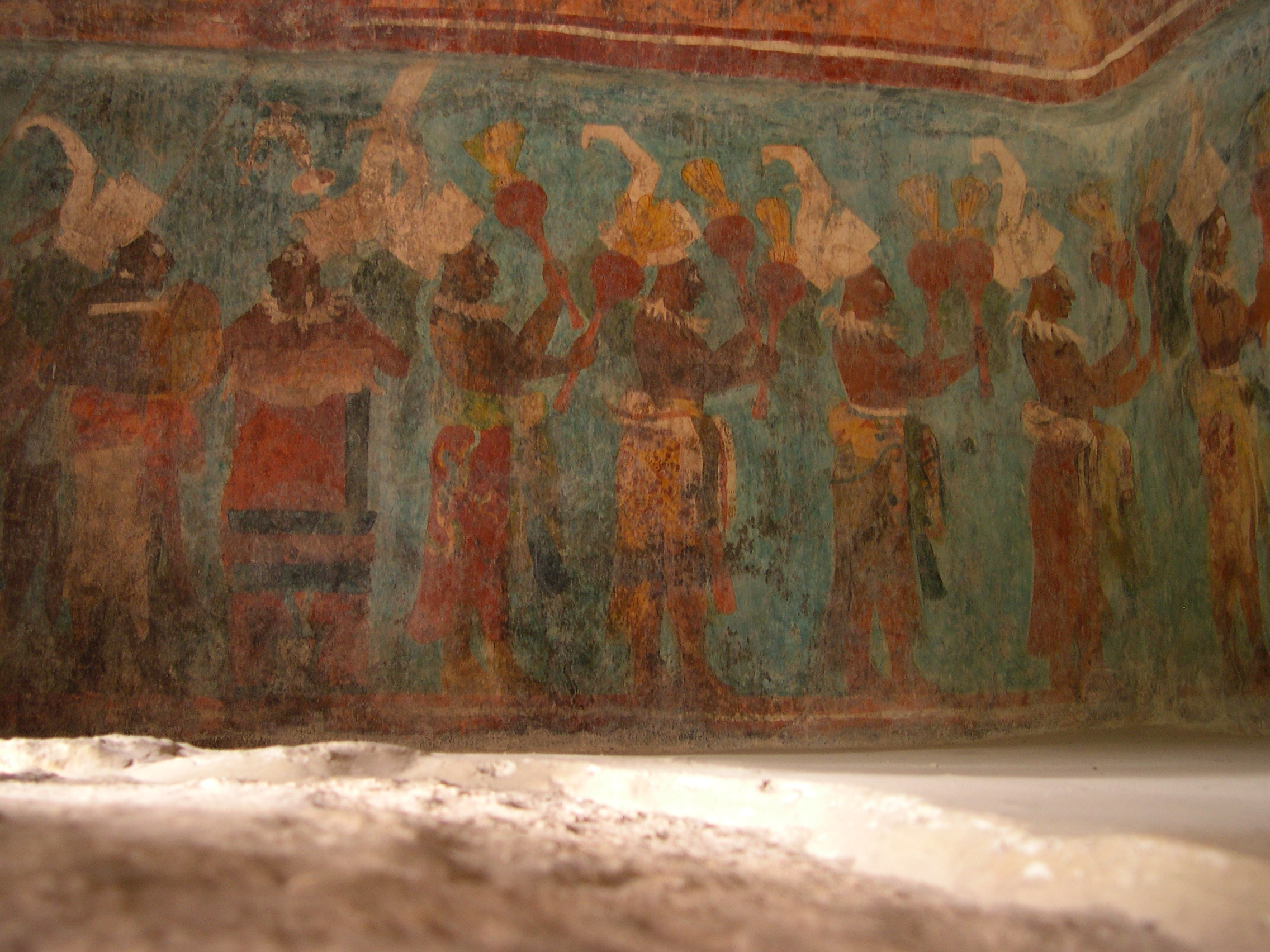
Vue partielle des peintures de la Structure 1 à Bonampak.

Les peintures datent de 790 et furent réalisées sous la forme de peintures murales. L'absence de joint dans le plâtre indique que chaque pièce fut peinte d'une seule traite, pendant la courte période où le plâtre était humide. Elles portent la marque d'un maître, et de deux assistants compétents. Les trois pièces dépeignent avec beaucoup de réalisme une série d’événements. La première décrit les vêtements de prêtres et de nobles ; une cérémonie où un enfant devient l'héritier d'une famille noble ; un orchestre jouant de trompettes en bois, de tambours et d'autres instruments ; des nobles discutant lors d'un débat. La deuxième pièce montre une scène de guerre et la capture de prisonniers ; puis ces mêmes prisonniers saignant des doigts, rituellement tailladés, assis devant le seigneur de Bonampak, Chan Muwaan, richement vêtu. On suppose généralement que les prisonniers sont en train d'être préparés pour un sacrifice humain, même si les peintures ne le montrent pas. La troisième pièce dépeint une cérémonie, avec des danseurs aux costumes raffinés portant des masques représentant des dieux ; le seigneur et sa famille plantent rituellement des aiguilles dans leurs langues, pour en verser le sang. Le texte hiéroglyphique qui accompagne les peintures date la scène et nomme les principaux participants.

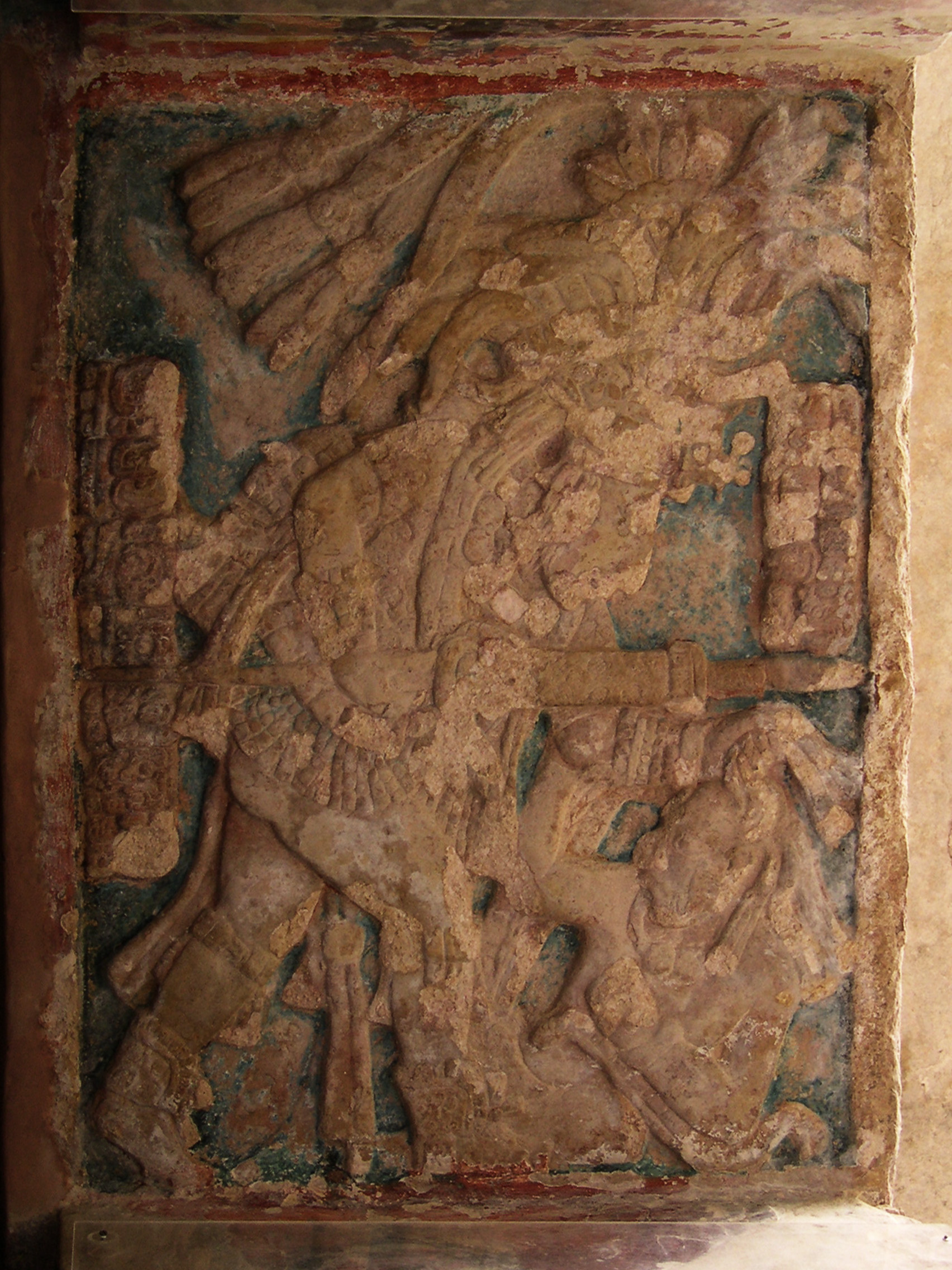
Linteau d'une des embrasures de portes de la structure 1

D'après le professeur Mary Miller, de Yale, responsable d'une ample étude des peintures : « Il n'y a certainement pas d'autre artéfact de l'antiquité du Nouveau Monde offrant une vision aussi complexe de la société préhispanique que les peintures de Bonampak. Aucune autre œuvre ne met en scène autant de Mayas dans leur vie de courtisans, avec autant de détails, ce qui fait des peintures murales de Bonampak une ressource sans égale pour la compréhension des sociétés antiques. »

## Informations touristiques
Bien que Bonampak soit un site touristique, il n'en reste pas moins difficile d'accès. Néanmoins, depuis la construction de l'autoroute de la frontière par le gouvernement mexicain au début des années 1990, Bonampak est devenue beaucoup plus accessible aux touristes.
Les fresques ne sont plus du tout aussi nettes que sur les photographies des années 1940. Aucune photographie avec flash n'est autorisée dans le Temple des Peintures. On peut avoir aujourd'hui une bonne idée des fresques en visitant la reproduction du temple à échelle réelle au Musée national d'anthropologie de Mexico. Même si le reste du site est moins impressionnant que Yaxchilán, les fresques méritent amplement d'être vues.